# Паршин Костянтин Олександрович
Костянтин Олександрович Паршин (нар. 16 травня 1969, м. Томськ) — український громадський діяч, юрист, підприємець. Засновник і керівник Міжнародного навчального проекту "Центр підготовки «PATRIOT».

## Життєпис

### Основні факти
Народився 16 травня 1969 року в місті Томськ. У 1975 році сім'я переїхала в Україну в місто Дніпропетровськ. Після закінчення дніпропетровської середньої школи No121, був призваний до лав Збройних сил Радянського союзу, інженерні війська 1987—1989 роки. Після демобілізації, почав навчання в Хіміко-технологічному інституті м Дніпропетровськ (Дніпро) за фахом «інженер-механік машинних апаратів виробництва пластичних мас».
2005 рік — отримав диплом про другу вищу освіту в Київському інституті міжнародних відносин за спеціальністю «цивільне право». Засновує юридичну компанію «Придніпров'я».
Одружений. З дружиною знайомі ще з шкільних часів, разом виховують двох доньок 1992 і 2002 років народження. Хобі — екстремальні види спорту, читання, більярд, шахи.

### Концерн «Весна»
Працював за фахом інженером-механіком в дніпропетровському концерні «Весна». У роки перебудови зайнявся приватним бізнесом, спеціалізувався на продажу побутової техніки. На початку 2000-х років розпочав роботу в аграрному секторі економіки, в тому числі зайнявся оптовими закупівлями зернових. Пізніше заснував холдинг «Придніпровська аграрна група», який створив понад чотири тисячі робочих місць. Валовий річний дохід холдингу становив понад 1 млрд. Гривень. Основними партнерами були транснаціональні корпорації, такі як Cereol, Cargill, Glencore, Topfer, Kernel, Nibulon. У «Придніпровську аграрну групу» увійшли наступні підприємства: Дніпромлин (м. Дніпро); Хлібозавод No 10 (м. Дніпро); Житомирський хлібозавод (м. Житомир); Житомирський КХП (м. Житомир); Сумській хлібозавод (м. Суми); Колорит (с/г виробник, Дніпропетровська область); Маяк (с/г виробник, Дніпропетровська область); Руно (с/г виробник, Дніпропетровська область); Мрія (с/г виробник, Дніпропетровська область); Варварівський елеватор (Дніпропетровська область, Юр'ївський район); Просянський елеватор (Дніпропетровська область, Покровський район); Новоолексіївський елеватор (Херсонська область, Генічеський район); Верхньодніпровський елеватор (Дніпропетровська область, Верхньодніпровський район); Вільногірський елеватор (Дніпропетровська область, м Вільногірськ); Мішурінскій елеватор (Дніпропетровська область, Верхньодніпровський район); Саратський елеватор (Одеська область, Саратський район); Медеровскій елеватор (Кіровоградська область, Кіровоградський район); Знаменівський елеватор (Кіровоградська область, Знаменівське район); Раздорський елеватор (Дніпропетровська область, Синельниківський район); Фісаківський елеватор (Запорізька область, Оріхівський район); Лошкарівський елеватор (Дніпропетровська область, Софіївський район); Андрушівський елеватор (Житомирська область, Андрушівський район); Чаплинський елеватор (Дніпропетровська область, Васильківський район); Зарудинецький елеватор (Житомирська область, Ружинський район); Зерносклади в с. Мирне (Дніпропетровська область, Криничанський район). На сьогоднішній день, деякі підприємства, що входили до складу холдингу, продані.

### Конфлікт з Олександром Плужником
2010 рік — виник конфлікт з начальником Київського Управління по боротьбі з організованою злочинністю Олександром Плужником. Особистість Плужника одіозна і добре відома в колах правоохоронних органів. Він організував цілу систему поборів з бізнесу, тісно співпрацював з криміналітетом України. У пресі Плужника називали людиною з орбіти впливу Андрія Кравця, керівника Державного управління справами часів президента Віктора Януковича. Плужник прямо в кабінеті почав вимагати хабар в три мільйони доларів, але отримав відмову. У підсумку, проти Костянтина Паршина було сфабриковано кримінальну справу за статтею 191 Кримінального кодексу України (Привласнення, розтрата майна або заволодіння ним шляхом зловживання службовим становищем). Захист довів неспроможність звинувачення, і в 2011 році Голосіївський районний суд Києва засудив Костянтина Паршина до двох років умовно, замість п'яти років позбавлення волі, на яких наполягало обвинувачення. Через два роки судимість було знято і погашено.

## Міжнародний навчальний проект «Центр підготовки» PATRIOT "
З початком антитерористичної операції на Донбасі, Паршиним було створено один з перших добровольчих підрозділів, який взяв активну участь у запобіганні незаконних референдумів в Донецькій області. В результаті даних дій населення цих територій не піддалося на ідеї сепаратизму, а землі не ввійшли до складу т. зв. Донецької та Луганської народних республік. У серпні 2014 року група Костянтина Паршина увійшла до складу підрозділів сектора оперативного впливу «М». Тоді група взяла собі назву «PATRIOT». У вересні 2014 року Костянтин Паршин створив Міжнародний навчальний проект «Центр підготовки» PATRIOT ". До складу «PATRIOT» увійшли понад 15 бойових офіцерів, в тому числі офіцери іноземних армій, які мають вищу військову освіту і досвід бойових дій, які пройшли Грузино-Російську війну, збройні конфлікти в Афганістані, Іраку, Сербії, Косово, Сьєрра-Леоне, в тому числі офіцери, які отримали підготовку в антитерористичному центрі SWAT в США. Фахівці центру брали участь у виконанні бойових завдань в зоні АТО. Для інструкторів центру, були організовані закупівлі спеціального тактичного обладнання для проведення навчальних заходів та бойової підготовки. "Центр підготовки «PATRIOT» підготував тисячі військовослужбовців різних підрозділів, які беруть участь в АТО. На рахунку «PATRIOT» робота з військовослужбовцями підвідомчих Міністерству оборони України 25 і 79 аеромобільних бригад, 74 і 129 окремих розвідувальних батальйонів, 17 і 93 механізованих бригад (більше відомих як «Кіборги». Робота з особовим складом підвідомчих Міністерству внутрішніх справ: батальйон охорони правопорядку Луганській області, батальйон поліції спеціального призначення «Луганськ 1», батальйон «Полтава».

## Співпраця з Національною гвардією України
Спеціалісти "Центру «PATRIOT» підготували понад 700 інструкторів з особового складу Національної гвардії України. Створено програму «Train for Trainer», що спрямована на навчання інструкторів з підготовки майбутніх інструкторів. "Центром «PATRIOT» створена «Школа лідерів» для Національної гвардії, на даний час проходить навчання перший набір слухачів. Спільно з Інститутом модернізації освіти був розроблений підручник «Захист Батьківщини» для старших класів загальноосвітніх шкіл. З 2016 року співробітники "Центру підготовки «PATRIOT» є цивільними співробітниками Національної гвардії України і радниками командувача Національної гвардії. Беруть активну участь у реформуванні Збройних сил України.